# Деталь
Дета́ль — изготовленное, изготавливаемое или же подлежащее изготовлению изделие, являющееся частью изделия, машины или же какой-либо технической конструкции, изготавливаемое из однородного по структуре и свойствам материала без применения при этом каких-либо сборочных операций. Части детали, имеющие
определённое назначение, являются
элементами детали, например резьбы, шпоночные пазы, фаски и т.п.
Детали (частично или полностью) объединяют в узлы.
Построение чертежа оригинальной детали называется деталированием.

## Разновидности деталей машин
Детали различают по нескольким критериям.

### По назначению
- Крепёжные: гайка, шайба, болт, винт, шуруп, гвоздь, заклёпка и др.
- Передаточные: вал, шпонка, шкив, ремень, звёздочка, шестерня и др.

### По простоте формы
- Простые детали: гайка, шпонка и др.
- Сложные детали: коленчатый вал, корпус редуктора, станина станка и др.

### По специализированности
- Общего машиностроительного назначения: болты, валы, муфты, механические передачи и др.
- Специального назначения: поршни, лопатки турбин, гребные винты и др.